# Ukrajinská osvobozenecká armáda

Znak

Ukrajinská osvobozenecká armáda (ukrajinsky: Українське Визвольне Військо), známá též pod zkratkou UVV, byl zastřešující pojem pro ukrajinské dobrovolnické vojenské jednotky sloužící v německé armádě během druhé světové války. Konkrétní formace s tímto názvem neexistovala. Mezi členy Ukrajinské osvobozenecké armády bylo hodně osvobozených válečných zajatců Rudé armády. Jádro vzniklo ze 14. divize Waffen Grenadier SS. Ukrajinské kolaborantské síly se skládaly z odhadovaného počtu 180 000 dobrovolníků sloužících u jednotek rozptýlených po celé Evropě. V dubnu 1945 byly zbytky UVV začleněny do krátkodobé Ukrajinské národní armády, které velel generál Pavlo Šandruk. Ta byla rozpuštěna v květnu 1945.